# Райхерт, Эрнст
Эрнст Райхерт (нем. Ernst Reichert; 13 июля 1901, Мериш-Трюбау, Австро-Венгрия, ныне Моравска-Тршебова, Чехия — 24 сентября 1958, Римини) — австрийский музыкальный педагог и музыковед.
В 1917—1924 гг. изучал композицию в Венской академии музыки у Рихарда Штёра, Ойзебиуса Мандычевского, Франца Шмидта, Франца Шрекера, затем также учился дирижированию у Дирка Фока. Одновременно в 1920—1926 гг. занимался музыковедением в Венском университете под руководством Гвидо Адлера, Вильгельма Фишера и Роберта Лаха, частным образом учился также у Генриха Шенкера, в 1926 году защитил диссертацию «Жанр вариаций у Йозефа Гайдна: к истории развития вариаций» (нем. Die Variationsarbeit bei Joseph Haydn. Ein Beitrag zur Entwicklungsgeschichte der Variation).
По завершении образования отправился в Эссен, где в 1926—1928 гг. работал репетитором, в 1928—1930 гг. руководил оперным классом Школы музыки Фолькванг. В 1930—1944 гг. директор эссенской музыкальной библиотеки, одновременно руководил женским хором имени Иоганнеса Брамса (нем. Brahmsbund).
По окончании Второй мировой войны вернулся в Австрию, поселившись в Зальцбурге. С 1946 года преподавал в Моцартеуме камерное пение, клавесин и инструментоведение, с 1949 года также был преподавателем камерного и церковного пения в Венской академии музыки. В 1945—1949 гг. работал концертмейстером с видными вокалистками Марией Чеботарь и Хильдой Гюден. В конце 1940-х гг. выступал в составе фортепианного трио с Кристой Штайнер (скрипка) и Карлом Марией Швамбергером (виолончель). Записал альбом песен Роберта Шумана как концертмейстер Евгении Зарицкой.
Автор сюиты для виолончели и фортепиано и других камерных пьес, песен.